# Friesodielsia hirsuta
Friesodielsia hirsuta är en kirimojaväxtart som först beskrevs av George Bentham, och fick sitt nu gällande namn av Cornelis Gijsbert Gerrit Jan van Steenis. Friesodielsia hirsuta ingår i släktet Friesodielsia och familjen kirimojaväxter. Inga underarter finns listade i Catalogue of Life.